# 子宮ヘルニア
子宮ヘルニア（しきゅうヘルニア、uterine hernia）とは、妊娠子宮の一部あるいは全部がヘルニア破裂口を通して脱出した状態。
恥骨筋腱の断裂の場合、難産、胎子または母体あるいはその両方の死を招くことがある。